# Paradoxe de la pomme de terre

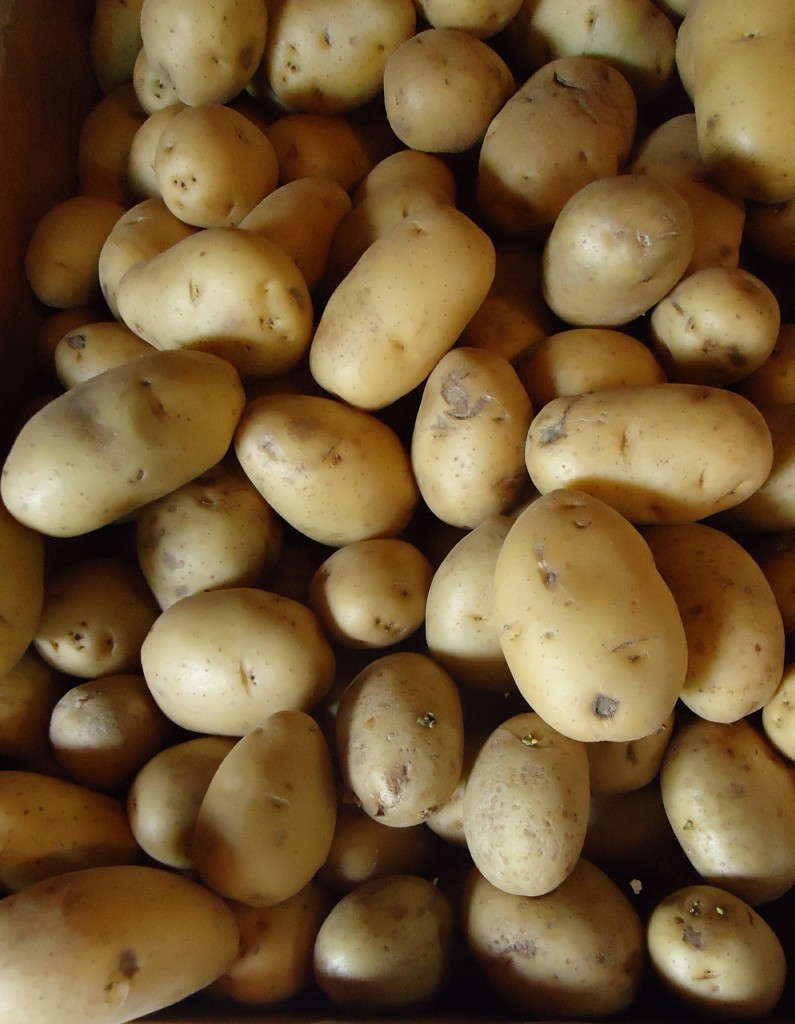
Les pommes de terre blanches contiennent environ 79 % d'eau ; l'agar-agar contient 99 % d'eau.

Le paradoxe de la pomme de terre est un casse-tête qui montre que l'on peut facilement aboutir à une conclusion erronée en appliquant une simple règle de trois. 
Les données sont les suivantes : un agriculteur a 100 kg de pommes de terre. Au début, elles se composent de 99 % d'eau (représentant 99 % du poids total) et donc 1 % de matière sèche (représentant donc 1 % du poids total). Plus tard, en cours du stockage, elles ne se composent plus que de 98 % d'eau. Quel est alors le poids total des pommes de terre ? 
On est tenté de raisonner comme si on perdait 1 % d'eau et donc d'écrire :
La matière sèche ni ne prend ni ne perd de masse. En perdant 1% de 99kg, on arrive à 99 - 0.99 = 98.01 kg d'eau et toujours 1kg de matière sèche. Donc la masse finale est 99.01 kg.
Il faut tenir compte du fait que la matière sèche, qui représente 1 kg au départ, n'est pas touchée par le processus de déshydratation, seule une partie de l'eau s'étant évaporée. Puisqu'à la fin la teneur en eau est de 98 %, la matière sèche représente 2 % de la masse totale. Il faut raisonner sur la matière sèche pour appliquer la règle de trois et obtenir : 